# Aart Jan Theodorus Jonker

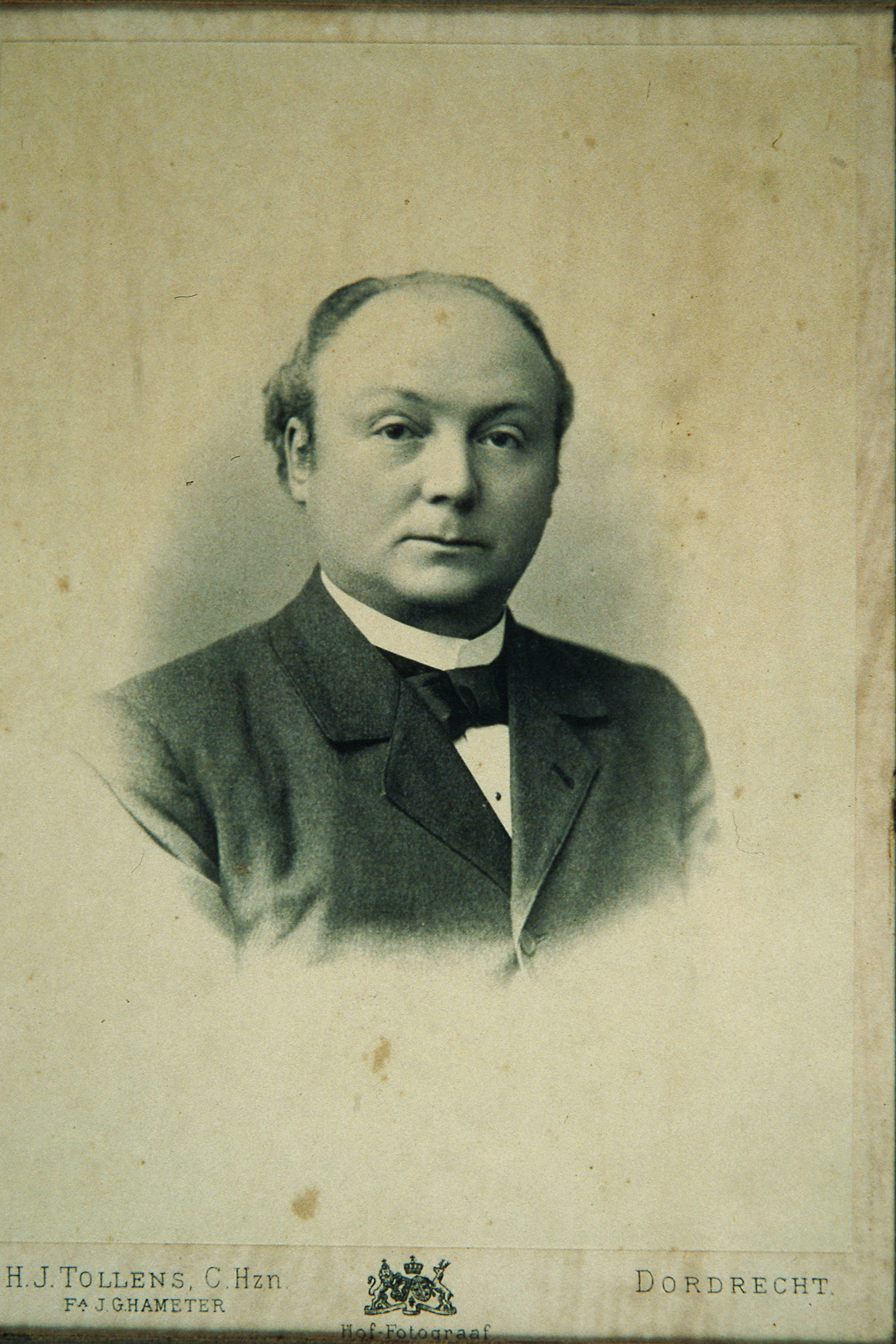
Zwart-wit foto van dominee Aart Jan Theodorus Jonker uit het begin van zijn Dordtse periode (die van 1892-1902 duurde).

Aart Jan Theodorus Jonker (1851 - 1928) was een protestants theoloog van de zogenaamde tweede generatie Ethischen en vertegenwoordiger van de "gereformeerde spiritualiteit". Samen met zijn broer Gerrit Jonker, eveneens predikant en theoloog, speelde hij een rol bij de introductie van het werk van Søren Kierkegaard in Nederland. Hij stond onder invloed van Daniël Chantepie de la Saussaye en Johannes Hermanus Gunning jr.
Jonker studeerde in Utrecht en was predikant in de Nederlandse Hervormde Kerk in Warnsveld, Heerde, Rotterdam, Ellecom, Dordrecht en Heemstede. Verder was hij hoogleraar in Groningen van 1905 tot 1909. 
- Biografisch Portaal: 83027115
- Digitale Bibliotheek voor de Nederlandse Letteren: jonk012
- Gemeinsame Normdatei: 1233687336
- International Standard Name Identifier: 0000 0003 9383 4567
- Nederlandse Thesaurus van Auteursnamen: 067482139
- Virtual International Authority File: 288159024